# Ringhals kärnkraftverk

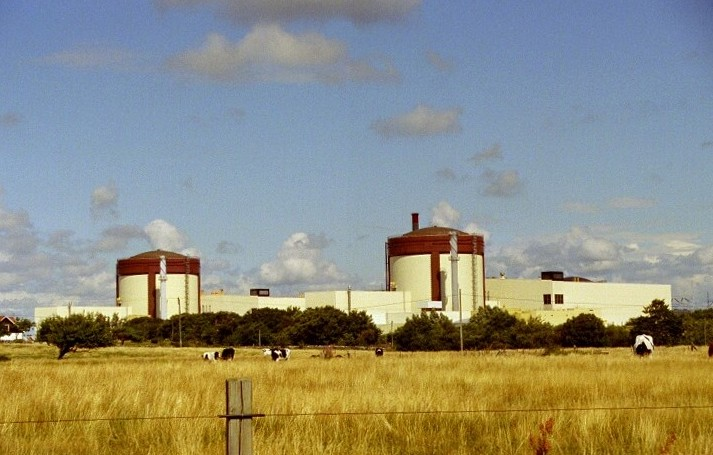
Reaktor 3 och 4 på Ringhals kärnkraftverk, cirka 2005.

Ringhals kärnkraftverk är ett kärnkraftverk i Varbergs kommun i Halland. Det är beläget på Väröhalvön, cirka 20 km norr om kommunens centralort Varberg.
Verket har två reaktorer i drift (Ringhals 3 och Ringhals 4), samt två reaktorer som är under avveckling (Ringhals 1 och Ringhals 2). De har en sammanlagd effekt på 2 190 MWe och en möjlig årsproduktion på cirka 14–17 TWh, vilket är ungefär en åttondel av den elektricitet som konsumeras i Sverige. På Ringhals arbetar (2024) cirka 1 000 personer, vilket gör det till en av Varbergs kommuns största arbetsgivare. På grund av stängningen av Ringhals 1 och 2 planeras antalet anställda minskas till 900 personer 2023.[uppföljning saknas] Under revisionstid (när reaktorerna ställs av för underhåll) medverkar många entreprenörer och konsulter så att arbetsstyrkan tidvis mer än fördubblas.
Verket ägs och drivs av Ringhals AB, som i sin tur ägs av Vattenfall AB (70,4 procent) och Unipers dotterbolag Sydkraft Nuclear Power AB (29,6 procent).
Ringhals kärnkraftverk är den fastighet i Sverige som 2022 hade högst taxeringsvärde, 20 578 miljoner kronor.

## Historia

### Planering och byggnation, 1965–1983
År 1965 började Vattenfall köpa mark på Väröhalvön, i dåvarande Värö landskommun, och året efter bestämdes namnet på den blivande anläggningen till Ringhals. Åren 1966–1967 begärdes offerter för de två första reaktorerna. Kunglig majestät beviljade 1968 tillstånd för uppförandet av dessa reaktorer och en kokvattenreaktor (R1) beställdes från ASEA-Atom och en tryckvattenreaktor (R2) från Westinghouse. Den 20 februari 1969 togs första spadtaget för R1 och året därefter (1970) började R2 byggas, som kom i kommersiell drift före R1 (1975 resp 1976). Redan nästföljande år 1971 beställdes från Westinghouse ytterligare två tryckvattenreaktorer, Ringhals 3 och 4, som började byggas 1972. Området var nu en av Europas största arbetsplatser med tidvis över 3 000 arbetare.
År 1974 började provdriften för R2 och den 17 augusti 1974 levererades den första strömmen från Ringhals. Denna sommar visade sig vara mycket manetrik vilket gav stora problem då maneterna täppte till rensanordningarna i kylvattenintaget. Tonvis med maneter rensades bort från renshusen och lades upp i stora högar som ruttnade och luktade illa. Detta beskrevs i tidningar som ”naturens egen motståndsrörelse mot kärnkraften”. Renshusen byggdes om till betydligt högre kapacitet, och har därefter kunnat hantera förekommande ansamlingar av maneter.
År 1977 var Ringhals 3 klar för start, men fick inte laddas med bränsle på grund av den då nyss stiftade så kallade villkorslagen. Denna krävde att man före laddning kunde visa upp avtal för upparbetning och förvaring av använt bränsle, alternativt en redovisning om säker slutförvaring av ej upparbetat bränsle. Sådan redovisning togs fram och den 27 mars 1979 gavs tillstånd att ladda Ringhals 3. Dagen efter inträffade Harrisburgolyckan och det beslöts om folkomröstning i kärnkraftsfrågan. I den så kallade rådrumslagen bestämdes att inga reaktorer fick startas före omröstningen. I folkomröstningen om kärnkraften fick de två JA-linjerna majoritet och Ringhals 3 laddades, med första infasning mot kraftnätet 7 september 1980 och kommersiell drift 9 september 1981. I november 1983 togs Ringhals 4 i kommersiell drift och i och med detta avslutades en lång period som en byggarbetsplats för att istället fullt ut vara en anläggning för elproduktion.
Ringhals 2 stängdes den 30 december 2019 och notifiering om permanent avstängning skickades till Strålsäkerhetsmyndigheten den 17 januari 2020. Ringhals 1 stängdes den 31 december 2020. Förberedelser pågår för slutlig nedmontering och rivning som avses påbörjas 2022 respektive 2023 och pågå under cirka tio år.

### Drift, ombyggnader och andra händelser 1984–2020
År 1981 beslutade regeringen enligt Prop. 1980/81:90 att samtliga svenska reaktorer skulle förses med filtrerad tryckavlastning eller haverifilter, för Barsebäck senast före utgången av 1985, och för övriga reaktorer före utgången av 1988. Syftet med anordningarna var att begränsa utsläppen av radioaktiva ämnen vid olycksförlopp med stora härdskador ("härdsmältor"). Sådana anordningar infördes och togs i drift vid respektive tidpunkter.
År 1988 fattade Riksdagen beslut om att en av reaktorerna vid Barsebäck skulle tas ur drift senast 1995 och vid Ringhals senast 1996. Socialdemokraterna, Folkpartiet och Centerpartiet enades dock 1991 om att riva upp 1988 års beslut.
År 2002 beslöt Ringhals styrelse att ansöka hos regeringen om en effekthöjning på Ringhals 3, samtidigt som en miljöprövning av verksamheten enligt den nya miljöbalken inleddes. År 2004 firade Ringhals 30 år i drift och slog produktionsrekord med 28 TWh producerad el och en tillgänglighet på över 90 procent.
I mars 2006 kom miljödomen som gav (miljö)-tillstånd enligt nya miljöbalken för befintlig drift samt planerade effekthöjningar på Ringhals 3 och 4.
Sommaren 2007 utrustades PWR-reaktorerna i Ringhals (block 2, 3 och 4) med passiva autokatalytiska vätgasrekombinatorer, även benämnt PAR-enheter, vilket förhindrar eller dämpar potentiella vätgasexplosioner vid allvarliga reaktorolyckor med stora härdskador. Ringhals 1 som är av typen kokvattenreaktor är kvävgasfylld vilket förhindrar vätgasbränder i inneslutningen men också omöjliggör användning av PAR-enheter för att få bort vätgas då de behöver syre för den katalytiska förbränningen. R1 är istället (liksom R2-R4) utrustad med haverifilter som kan avbörda vätgas från inneslutningen på ett kontrollerat sätt.
År 2008 trädde nya föreskrifter i kraft angående "fysiskt skydd" med skärpta krav på barriärer mot intrång samt kontroller vid inpassage av personer, fordon och gods. Kontrollerna innefattar bland annat "flygplatskontroll" vid personpassage och avsökning av gods med bombhund.
Våren 2009 inleddes omfattande moderniseringar av Ringhals 1 och 2 som avsågs bli färdiga hösten 2009. På grund av olika svårigheter och förseningar kom verken inte igång förrän våren 2010, vilket kombinerat med en ovanligt kall vinter gav höga elpriser och negativ publicitet om "opålitlig" kärnkraft. Denna negativa publicitet återkom hösten 2011 då samtliga 4 reaktorer var ur drift en kortare tid.
Under perioden juli 2009 till juni 2013 var Ringhals satt under särskild tillsyn av Strålsäkerhetsmyndigheten (SSM) på grund av att myndigheten bedömde att det fanns brister som på sikt skulle kunna ha äventyrat reaktorsäkerheten. I juni 2013 upphävdes den särskilda tillsynen efter att Ringhals förbättringsarbete gett resultat.
I juni 2012 upptäcktes en klump sprängdeg "stor som en mindre knytnäve", dock utan antändningsanordning, vid en rutinkontroll av en inpasserande truck. Under en tid införde samtliga kärnkraftverk en förhöjd skyddsnivå (nivå två av fyra), men inga ytterligare fynd gjordes och ingen kunde heller bindas till fyndet.
Den 31 juli 2012 informerade Ringhals i en skrivelse till SSM att man under första halvan av 2012 kan ha anlitat uppdragstagare som borde ha godkänts av SSM. Strålsäkerhetsmyndigheten anhöll därför den 16 augusti 2012 i en skrivelse till åklagarkammaren i Halmstad om att åklagare skulle ta ställning till om Ringhals gjort sig skyldigt till brott mot kärntekniklagen och SSM:s föreskrifter om krav på godkännande av uppdragstagare. Ytterligare några fall av uppdragstagare utan godkännande anmäldes på samma sätt den 1 oktober 2012. Åklagarkammaren inledde en förundersökning men meddelade den 19 juli 2014 sitt beslut att lägga ner denna då ”gärningen är att bedöma som ringa fall och är därför inte brottslig” enligt 23 kapitlet 4 § andra stycket rättegångsbalken.
Den 6 mars 2014 inbjöd Vattenfall allmänheten till samråd om bygge av en eller två nya reaktorer. "År 2025 räknar Vattenfall med att börja avveckla sina kärnkraftverk. Först ut är troligen reaktorerna på Ringhals eftersom de är äldst. Det är också bland annat därför det planeras ersättningsreaktorer här. Men det handlar också om att elen behövs i den här delen av landet."
Under 2014 genomfördes markundersökningar på Väröhalvön väster om Ringhals kärnkraftverk för att analysera förutsättningar för produktionsanläggningar som kan ersätta utfasade kärnkraftverk under andra halvan av 2020-talet. Efter en energiöverenskommelse mellan Socialdemokraterna och Miljöpartiet presenterad den 1 oktober 2014 avbröts detta arbete.
I avvaktan på färdigställandet av systemet oberoende härdkylning försågs Ringhals 3 och 4 under 2017 med vardera en mobil dieselgenerator som förstärkning av möjligheten att hålla det batterisäkrade nätet driftklart. Motsvarande åtgärd behövde ej göras för Ringhals 1 och 2 som 2015 gjorde betydande förstärkningar av sina batterisäkrade nät.
Den 30 juli 2018 genomförde Ringhals 2 en effektreducering till cirka 50 procent på grund av stigande havsvattentemperaturer. När temperaturen den 31 juli närmade sig 25 °C, vilket är den temperatur R2 är licensierad för, så stängdes reaktorn av. Den återstartades den 3 augusti då havsvattentemperaturen sjunkit under 25 °C. Övriga reaktorer påverkades inte då deras kylsystem har kapacitet att klara något högre temperaturer.
Den 1 januari 2021 togs nya system för oberoende härdkylning för Ringhals 3 och 4 i drift. I och med detta har åtgärder genomförts enligt åtaganden från ENSREG:s stresstester för europeiska kärnkraftverk med anledning av Fukushimaolyckan.
Varje år gör Strålsäkerhetsmyndigheten en samlad strålsäkerhetsvärdering. Den samlade bedömningen 2020 var att strålsäkerheten vid Ringhals AB liksom tidigare år varit tillfredsställande.

### Planer och beslut om avveckling och driftförlängning
När reaktorerna byggdes i Sverige hade de i vissa avseenden en planerad livslängd på 40 år, vilket R1 och R2 uppnådde 2016 resp 2015. Det svenska regelverket föreskriver att en återkommande helhetsbedömning (engelska: Periodic Safety Review, PSR) görs minst vart tionde år, där en kartläggning sker av vilka åtgärder som krävs för att driva anläggningen de kommande 10 åren. Under perioden 2009 till 2015 genomfördes ombyggnader, moderniseringar och säkerhetshöjande åtgärder för Ringhals 1 och 2 som skulle möjliggöra drift under ytterligare 10 år fram till 2025.
Åsa Romson, klimat- och miljöminister i regeringen Löfven I, sade den 1 oktober 2014 att regeringen inte aktivt skulle stänga några kärnkraftsreaktorer, men att det under mandatperioden skulle bli konsekvensen av högre avgifter och ökade säkerhetskrav.
Fallande elpriser, kärnkraftsskatt och krav från Strålsäkerhetsmyndigheten på  oberoende härdkylning angavs som motiv när Vattenfall 2015 beslutade att avveckla Ringhals 1 och 2 år 2020 respektive 2019, det vill säga efter 44 års drift istället för planerade 50.  Vattenfalls VD framhöll att utan den så kallade effektskatten som drabbade kärnkraft så hade det affärsmässiga beslutet blivit ett annat och de två reaktorerna hade fått gå vidare hela sin tekniska och ekonomiska livslängd.
I diagrammet nedan visas Ringhals nettokostnad per kilowattimme (nettoomsättning dividerat med årsproduktion) mellan 2005 och 2020 med respektive utan effektskatt, samt årsmedelvärdet av spotpriset på NordPool (SYS, sammanvägt elområde 1-4) för el i Sverige mellan 2005 och 2021. Det framgår att elpriset var lägre än nettokostnaden mellan 2013 och 2017, vilket kan ha bidragit till beslutet om nedläggning 2015. Politiska beslut med bland annat höjda säkerhetskrav och höjd kärnkraftsskatt bidrog till att kostnaderna för kärnkraftsproducerad el ökade, vilket påverkade lönsamhetsbedömningar.
Elpris resp kostn (kr/kWh)År00,30,60,91,21,52004200720102013201620192022Elpris Nordpool (kr/kWh)Nettokostnad Ringhals (kr/kWh)Nettokostnad Ringhals exkl. effektskatt (kr/kWh)Elpris och nettokostnad för Ringhals (kr/kWh)
Efter nedläggningsbeslutet 2015 beslutade Riksdagen i juni 2016 som del av  Energiöverenskommelsen 2016 att ta bort  effektskatten helt.  Det genomfördes  2017/2018. Elpriserna steg kraftigt 2018/2019, och marginalerna hos överföringskapaciteten i elnätet samt regleringsförmåga för reaktiv effekt minskade. Dessa förändringar bidrog till politiska förslag hösten 2020 om att fortsätta driva R1. Förslaget beskrevs som "oseriöst" av Ringhals VD Björn Linde. Linde berättade i en intervju 2021 att han hade ansvaret för säkerheten men att han  rent känslomässigt hade velat fortsätta köra reaktorn.
Beslutet att i förtid stänga reaktor 1 och 2 i Ringhals utlöste förluster på 17 miljarder kronor. Beskedet i september 2015 bekymrade näringslivet som är beroende av stabil tillgång el till konkurrenskraftiga priser. Torbjörn Wahlborg, chef för Vattenfalls elproduktion, sade 2017 att det var enorma värden som gick till spillo, att de önskade att de hade kunnat fortsätta driften enligt de ursprungliga planerna, men att det under då gällande förutsättningar var omöjligt. Periodvis hade elpriset varit lägre än vad Vattenfall tvingat betala i effektskatt.
I en hemligstämplad rapport daterat 2016, publicerad av Dagens Industri i december 2019, drogs slutsatsen att det inte fanns tekniska eller säkerhetsmässiga hinder för att driva Ringhals 1 fram till 2036. I rapporten stod det också att "Investeringsbehovet bedöms som mycket lågt" och att "i princip inga ytterligare investeringar i säkerhetshöjande åtgärder [krävs] för drift till 2026".
För Ringhals 3 och 4 har på liknande sätt genomförts ombyggnader, moderniseringar och säkerhetshöjande åtgärder för att kunna driva reaktorerna fram till 60 års livslängd, det vill säga fram till 2041 resp 2043.

### Produktion Ringhals Block 1-4, 1974-2021 (TWh/år)
2018 uppnådde Ringhals all-time-high med en produktion på 30,17 TWh. Föregående toppnotering var från 2004 med 28,02 TWh. Bland mer notervärda produktionsbortfall kan nämnas att Ringhals 1 hade betydande ombyggnader 1997 och 2009, och att Ringhals 2 hade en betydande ombyggnad 2009, stillestånd efter brand 2011 samt stillestånd på grund av korrosionsskador i inneslutningens bottenplåt 2015 och 2016. R2 stängdes slutgiltigt i december 2019, och R1 i december 2020.
Produktion (TWh/år)År024681019741981198819952002200920162023R1R2R3R4

## Reaktorer
Ringhals har en kokvattenreaktor R1 och tre stycken tryckvattenreaktorer R2-R4. R2 stängdes av vid slutet av 2019, R1 stängdes av vid slutet av 2020, medan R3 och R4 avses drivas till omkring 2040. Ringhals är det enda kärnkraftverket i Sverige som har tryckvattenreaktorer, vilket internationellt är den vanligaste reaktortypen.

### Ringhals 1
Första spadtaget till Ringhals 1 (R1) togs 20 februari 1969. R1 är den enda kokvattenreaktorn i Ringhalsverket och reaktoranläggningen beställdes från ASEA-Atom. Turbinen och generatorn beställdes från English Electric. Huvudleverantörerna anlitade i sin tur underleverantörer för olika komponenter. Till exempel tillverkades reaktortanken vid Babcock & Wilcox anläggningar i Glasgow, Scotland, men kom att försenas på grund av strejker och kvalitetsproblem. Färdigställandet av reaktortanken kom att subkontrakteras av B&W till Ishikawajima-Harima Heavy Industries i Japan, som trots den extra sjötransporten Scotland-Japan-Ringhals lyckades arbeta in delar av förlorad tid och leverera reaktortanken 1971. Även driftsättningen av turbinanläggningen kom att försenas av bland annat vibrationsproblem, och bidrog till att R1 hade sin första kriticitet 20 augusti 1973, första fasning mot nät 14 oktober 1974, men kommersiell drift först den 1 januari 1976.
Ursprungliga effekten var 730 MW men har efter flera modifieringar genom åren höjts till 881 MW.
Våren 2010 avslutades en flerårig säkerhetsuppgradering där R1 fick en väsentligt ökad robusthet och redundans med förbättrad tålighet mot händelser som brand och jordbävning. Viktiga säkerhetsfunktioner som tryckavsäkring, härdkylning och resteffektkylning är nu förstärkta och uppdelade i två oberoende sektioner där den ena (OPS - Original Plant Section) styrs av stationens ursprungliga logiksystem uppbyggt med reläer, medan den andra styrs med digital teknik (DPS - Diversified Plant Section). OPS kraftförsörjs av stationens ursprungliga 4 dieselgeneratorer, medan DPS kraftförsörjs av 2 nya, luftkylda dieselgeneratorer i en separat byggnad.

#### Avtal om stabilitetstjänster för elnätet sommaren 2020
I juni 2020 tecknades en ny typ av avtal mellan Svenska kraftnät och Ringhals om att Ringhals 1 skulle hållas infasad under perioden 1 juli till den 15 september 2020, mot en ersättning på 300 miljoner kronor, för att bidra till spänningsstabilitet och reaktiv effektbalans i nätet i södra Sverige. Den uppkomna situationen berodde bland annat på förlängda avställningar av Ringhals 3 och 4, vilket orsakade otillräckliga stabilitetsmarginaler för elnätet i södra Sverige.
Att Ringhals 1 inledningsvis inte var i drift berodde på att den drevs med sin sista härd som inte skulle räcka för att köra full effekt fram till den slutgiltiga avstängningen den 31 december 2020, och därför planerades stå still under sommarmånaderna och leverera full effekt först senare delen av 2020 med förväntat högre elbehov.
Situationen 2020 där R1 gav betydelsefulla bidrag till att ge acceptabla stabilitetsmarginaler i elnätet i södra Sverige, kombinerat med den planerade stängningen av R1 vid årsskiftet 2020/21 bidrog till att regeringen den 18 november 2020 gav Svenska kraftnät i uppdrag att redovisa pågående samt framtida satsningar kopplat till stödtjänster och avhjälpande åtgärder för en driftsäker och stabil elkraftproduktion och effektöverföring.

#### Avveckling
Den 15 oktober 2015 beslöts att Ringhals 1 skulle stängas av år 2020.
 

Reaktorn stängdes slutgiltigt av den 31 december 2020. Rivningen av Ringhals 1 beräknas ta upp till tio år, och tillsammans med rivningen av Ringhals 2 kosta 4 miljarder kronor.

### Ringhals 2
Ringhals 2 är en tre-loops tryckvattenreaktor levererades av Westinghouse. Uppförandet påbörjades den 1 oktober 1970, första fasning mot nät skedde 17 augusti 1974 och kommersiell drift inleddes 1 januari 1975, och blev därmed den första driftsatta reaktorn i Ringhalsverket.
Inledningsvis var flera komponenter direktkylda med havsvatten, vilket gav stora problem med korrosion och beväxning. 1977 installerades en mellankylkrets som avhjälpte dessa problem.
R2 fick efter kort tid stora problem med korrosion och läckage i sina ånggeneratorer. Med stora underhållsinsatser och ökande kunskap om vattenkemi så kunde problemen hanteras, men efter 14 års drift byttes ånggeneratorerna 1989 ut till nya av modernare konstruktion och med bättre material i tuber. Samtidigt höjdes den termiska effekten från 2 440 till 2 660 MWth. De nya ånggeneratorerna var sedan i drift under 30 år fram till nedstängningen 2019 med få problem och hög tillgänglighet.
Under perioden maj 2009–februari 2010 genomfördes en omfattande modernisering av kontroll- och styrutrustning, där bland annat ett helt nytt kontrollrum utrustat med digital teknik installerades.
Den 10 maj 2011 uppstod en mindre brand i reaktorinneslutningen. Branden orsakades av en kvarlämnad och spänningssatt dammsugare. Vid brandtillfället var reaktorn avställd och tömd på bränsle och en rutinmässig test – täthetsprovning av inneslutningen – genomfördes. Trots att små mängder brännbart material förbrändes blev stora ytor och många komponenter förorenade av rök och sot och måste genomgå en omfattande sanering, och återstart kunde ske först den 2 april 2012. De uteblivna intäkterna på grund av stoppet anges till cirka två miljarder kronor medan saneringskostnaderna uppskattas till 150–200 miljoner kronor.
I ett föreläggande den 24 augusti 2012 krävde Strålsäkerhetsmyndigheten att den normala 10-års-undersökningen av tryckkärlet i Ringhals 2 2012 skulle utökas med att leta efter samma typ av sprickor som upptäckts i den belgiska kärnkraftverksreaktorn Doel 3. Provprogrammet utökades med att söka efter "lamineringar med huvudsakliga orienteringar parallellt med tryckkärlets mantelytor", och kunde visa att Ringhals 2 inte hade sådana defekter.
Under tiden 16 augusti 2014 till den 26 november 2016 hade R2 ett över två år långt driftuppehåll på grund av korrosionsskador i tätplåten i bottendelen av inneslutningen. Stora mängder betong fick brytas upp för att kunna genomföra reparationsarbetet, som sedan verifierats med täthetsprovningar, inspektioner och provtagningar.
Under sommaren 2015 byttes R2:s gamla lågtrycksturbiner ut mot nya med högre verkningsgrad, vilket gav en ökning av utmatad effekt från cirka 865 till 900 MW. Samtidigt avslutades en flerårig omfattande säkerhetsmodernisering som förbättrat brandskydd och tillgänglighet hos flera säkerhetssystem.
I enlighet med beslut på en extrainsatt bolagsstämma den 15 oktober 2015 stängdes Ringhals 2 av den 30 december 2019. Rivningen av Ringhals 2 beräknas ta upp till tio år, och tillsammans med rivningen av Ringhals 1 kosta 4 miljarder kronor.

### Ringhals 3
Ringhals 3 togs i kommersiell drift den 9 september 1981 och är en tre-loops tryckvattenreaktor byggd av Westinghouse. 
Kort efter start fick man problem med vibrationer och läckage i ånggeneratorerna, vilket löstes med en mindre omkonstruktion av inloppet hos dessa. Ånggeneratorerna fortsatte dock att vålla problem med bland annat korrosion och sprickbildning i tubpaketen vilket ledde till att samtliga 3 ånggeneratorer 1995 efter 14 års drift byttes ut till nya av modernare konstruktion och med bättre material i tuber. De nya ånggeneratorerna har nu (2023) varit i drift i 28 år med få problem och hög tillgänglighet. 
Den 14 november 2006 inträffade en brand i en lokaltransformator tillhörande Ringhals 3. Lokaltransformatorn är placerad utomhus intill turbinbyggnaden och förser vid normaldrift elkraft till stationens egenförbrukning. Anordningar för att begränsa brandspridning samt alternativ kraftmatning till stationens säkerhetsfunktioner fungerade som avsett. En reservtransformator kunde anskaffas och installerades inom cirka en månad.
Den 8 augusti 2007 togs reaktorn åter i drift efter en revisionsavställning med effekthöjningsåtgärder som gett en ny nettoeffekt på cirka 1 070 MW. Utrymmet för effekthöjningen skapades dels genom bytet till större ånggeneratorer 1995 samt en höjning av den termiska effekten från 2 783 till 3 144 MWth. Dessutom har verkningsgraden i turbinanläggningen ökat genom en utbyggd förvärmarkedja samt modernare turbiner med förfinad strömningsteknisk design. Den ökade verkningsgraden innebär att man för en given termisk effekt får en högre elektrisk nettoeffekt.
Den 21 augusti samma år drabbades en av de nya generatorerna av ett haveri genom en kortslutning orsakad av en skiftnyckel som glömts kvar inne i generatorn hos leverantören vid tillverkningen. En reservgenerator kunde anskaffas och installerades inom cirka en månad.

### Ringhals 4
Ringhals 4 började byggas 1972, samma år som sin tvillingreaktor R3. Innan R4:s planerade start 1981 hann man upptäcka de problem med inloppen till ånggeneratorerna som drabbade R3 hösten 1981. R4:s ånggeneratorer kunde byggas om för uppstart, och reaktorn startades först 19 maj 1982 med första infasning på kraftnätet 23 juni 1982. Den 21 november 1983 togs slutligen R4 i kommersiell drift. R4:s bästa produktionsår hittills är 2018 då man uppnådde en produktion på 8,7 TWh.
Även R4:s ånggeneratorer kom att ge många problem med sprickbildning och korrosion, men genom att man tagit till vara drifterfarenheter från R2 och R3 och bland annat kunnat styra vattenkemi och renhet med stor noggrannhet har R4:s ånggeneratorer klarat sig bättre, och byttes ut 2011 efter 28 års drift. De nya ånggeneratorerna har (2022) varit i drift i 11 år med få problem och hög tillgänglighet.
Under tiden den 31 maj till 15 november 2011 genomfördes på R4 en av de mest omfattande revisionsavställningarna någonsin på Ringhals med stora moderniseringar och utbyten av komponenter i reaktorsystem och turbinanläggning. Bland annat byttes ånggeneratorer, tryckhållare, högtrycksturbiner, mellanöverhettare och nya lågtrycksförvärmare installerades. Anläggningsändringarna gav förutsättningar för en effekthöjning från 2 783 MWth  till 3 300 MWth och en motsvarande höjning av elektrisk nettoeffekt från drygt 900 MW till cirka 1 120 MW. Den 2 februari 2015 lämnade Strålsäkerhetsmyndigheten godkännande om att ta Ringhals 4 i provdrift med den nya effektnivån, och den 9 juli 2018 gavs tillstånd till rutinmässig drift vid den nya effektnivån. Den höjda effekten motsvar en årlig tillkommande elproduktion på cirka 1,5 TWh, vilket motsvarar elförbrukningen i 375 000 hushåll (4 000 kWh/år) eller 125 000 elvärmda villor (12 000 kWh/år).
I augusti 2022, vid återstarten av Ringhals 4 efter det årliga uppehållet för översyn och bränslebyte, skedde ett misstag som ledde till att elektriska värmeelement i tryckhållaren spänningssattes trots att den inte var vattenfylld. Detta ledde till att flera värmeelement överhettades och havererade. Ett projekt för att reparera tryckhållaren påbörjades omgående, och efter flera förseningar återstartades reaktorn den 12 april 2023.

## Miljöpåverkan
Ringhals har ett ledningssystem som är certifierat enligt ISO 14001 och OHSAS 18001, och deklarerar återkommande miljöpåverkan enligt det internationella EPD-systemet. I den senaste EPD-deklarationen från slutet av 2016 redovisas bland annat utsläpp av växthusgaser, men också många andra slag av miljöpåverkan, till exempel utsläpp av försurande ämnen, förbrukning av icke förnybara resurser med mera.

### Klimatpåverkan
Ringhals anger 2016 mängden växthusgaser för hela livscykeln från uranbrytning, bygge, rivning, slutförvar med mera till 6 gram/kWh (gram CO2-equiv 100 years). Detta kan jämföras med en sammanställning av utsläpp av växthusgaser för hela livscykeln för ett mycket stort antal anläggningar runt om i världen med olika produktionsmetoder, som redovisas i IPCC Special Report on Renewable Energy Sources and Climate Change Mitigation (SRREN) 2012. I tabellen nedan återges 25- respektive 75-percentil samt medianvärden, medan diagrammet visar medianvärden. Ur tabellen kan vi se att Ringhals med avseende på utsläpp av växthusgaser ligger väl till jämfört med övrig kärnkraft globalt, samt har väsentligt lägre nivåer än fossileldad kraft. Utsläppen av växthusgaser härrör främst från gruvbrytning av uran.
|                          | 25-perc | median | 75-perc |
| ------------------------ | ------- | ------ | ------- |
| PV (solceller)           | 29      | 46     | 80      |
| Vindkraft                | 8       | 12     | 20      |
| Vattenkraft              | 3       | 4      | 7       |
| Kärnkraft WorldWide (WW) | 8       | 16     | 45      |
| Fossilgas                | 422     | 469    | 548     |
| Kol                      | 877     | 1001   | 1130    |
| Ringhals                 |         | 6      |         |

### CO2e-utsläpp vid olika elproduktionssätt
Diagrammet visar utsläpp av växthusgaser i gram CO2-ekvivalenter per producerad kilowattimme för solceller (PV), vindkraft, vattenkraft, kärnkraft medelvärde World-Wide, kärnkraft Ringhals, samt för el producerad med fossilgas respektive kol.
Utsläpp CO₂-ekvivalenter (g/kWh)Produktionsmetod020040060080010001200SolcellRinghalsUtsläpp CO₂-ekvivalenter (g/kWh)Utsläpp av växthusgaser per produktionsmetod
Konjunkturinstitutet har gjort en grov uppskattning att den förtida stängningen av R1 och R2 kan medföra utsläpp av omkring åtta miljoner ton CO2.

### Radioaktiva utsläpp
Ett kärnkraftverk släpper vid normal drift ut små mängder radioaktivitet till vatten och luft i omgivningen, vilket övervakas på olika sätt och redovisas återkommande för SSM (Strålsäkerhetsmyndigheten). Beräkningar görs av stråldoser till en "kritisk grupp", vilket är en tänkt grupp personer som ständigt vistas i kraftverkets omedelbara närhet och som huvudsakligen livnär sig på odling, djurhållning och fiske. Den kritiska gruppen tillåts få en dos på högst 0,1 mSv/år, vilket kan jämföras med att alla personer i Sverige får cirka 2–3 mSv/år i bakgrundsstrålning från berggrund, flygresor, medicinsk diagnostik och liknande källor som är svåra att undvika. För 2015 redovisade Ringhals en maximal dos till kritisk grupp på cirka 0,0003 mSv/år, och under de senaste 10 åren har maximal dos aldrig överskridit 0,0005 mSv/år, det vill säga 200 gånger mindre än det tillåtna gränsvärdet, och 5 000 gånger mindre än normal bakgrundsstrålning.

### Högaktivt avfall
Det använda bränslet från ett kärnkraftverk är starkt radioaktivt under mycket lång tid och utvecklar inledningsvis stora mängder värme. Totalt erhålls vid Ringhals cirka 70 ton använt kärnbränsle per år, eller knappt 200 m3 högaktivt avfall som måste slutförvaras under mycket lång tid.
Allt utbränt kärnbränsle som producerats hittills i alla svenska kärnkraftverk förvaras i anläggningen CLAB – centralt mellanlager för använt bränsle, som ligger bredvid Oskarshamns kärnkraftverk. CLAB rymmer upp till 12 000 ton använt bränsle och mellanlagrar detta i upp till 40 år. Efter denna tid har aktivitet och värmeavgivning minskat med cirka 90 procent, vilket möjliggör slutförvaring i berg utan kylning.
Slutförvaret avses byggas i närheten av Forsmarks kärnkraftverk men uppförandet är ännu (2021) inte påbörjat.